# 리히 코르노우스키
리히 코르노우스키(히브리어: ליהי קורנובסקי, 영어: Lihi Kornowski, 1992년 11월 24일 ~ )는 이스라엘의 배우, 모델이다.

## 출연 작품

### 영화
- Crimes of the Future (미정)

### 텔레비전
- 루징 앨리스 (2020)
- 후 다이드? (2021)